# Luculia
Genre
Classification APG III (2009)
Luculia (également appelée Luculie) est un genre de plantes de la famille des Rubiacées. 
Il se présente sous forme d'arbuste ou de petit arbre. On le trouvent généralement dans les maquis de montagne et en marges des bois ou des forêts des montagnes su sud est asiatique. La plante a de grandes feuilles de 20 à 35cm de long avec des veines saillantes, opposées et aux fleurs blanches, roses ou crème à 5 pétales, tubulaires disposées en forme d'ombelle ou de corymbe.

## Liste d'espèces
Selon World Checklist of Selected Plant Families (WCSP) (12 janv. 2011) :
- Luculia grandifolia Ghose (1952)
- Luculia gratissima (Wall.) Sweet (1826)
- Luculia intermedia Hutch. (1916)
- Luculia pinceana Hook. (1845)
- Luculia yunnanensis S.Y.Hu (1951)

Selon NCBI (12 janv. 2011) :
- Luculia grandifolia
- Luculia gratissima
- Luculia gratissima × Luculia tsetensis
- Luculia intermedia
- Luculia pinceana